# WTA Challenger Hua Hin
Das WTA Challenger Hua Hin (offiziell: Hua Hin Championships) ist ein Damen-Tennisturnier der WTA Challenger Series, das in der thailändischen Stadt Hua Hin ausgetragen wird.

## Siegerliste

### Einzel
| Jahr | Siegerin            | Finalgegnerin | Ergebnis       |
| ---- | ------------------- | ------------- | -------------- |
| 2015 | Jaroslawa Schwedowa | Naomi Ōsaka   | 6:4, 6:78, 6:4 |
| 2016 | abgesagt            | abgesagt      | abgesagt       |
| 2017 | Belinda Bencic      | Hsieh Su-wei  | 6:3, 6:4       |

### Doppel
| Jahr | Siegerinnen              | Finalgegnerinnen                      | Ergebnis |
| ---- | ------------------------ | ------------------------------------- | -------- |
| 2015 | Wang Yafan Liang Chen    | Varatchaya Wongteanchai Yang Zhaoxuan | 6:3, 6:4 |
| 2016 | abgesagt                 | abgesagt                              | abgesagt |
| 2017 | Duan Yingying Wang Yafan | Dalila Jakupović Irina Chromatschowa  | 6:3, 6:3 |